# Вишатичі (село)
Вишатичі (пол. Wyszatyce) — село в Польщі, у гміні Журавиця Перемишльського повіту Підкарпатського воєводства.
Населення — 1410 осіб (2011).
За статистичними даними гміни Журавиця, у 2002 році в селі проживало 1417 жителів у 341 господарстві. Частина Вишатич має назву Колонія.

## Розташування
Вишатичі розташовані приблизно за 9 км на північний схід від Журавиці і за 12 км від Перемишля. Географічно місто розташоване у Долині Нижнього Сяну.

## Історія
Вишатичі є одним з найдавніших сіл перемишльського краю і регіону. Історичні джерела повідомляють[джерело?], що село існувало вже в 1293 році. Назва села походить від прізвища руського боярина Давида Вишатича, ймовірно, засновника поселення.
Село згадується у судових книгах перемиського гродського суду під 1406 роком. Село входило до 1772 р. до складу Перемиського староства Перемишльської землі Руського воєводства.
У 1890 р. село належало до Перемишльського повіту Королівства Галичини та Володимирії Австро-Угорської імперії, у селі проживав 1621 мешканець у 310 будинках та 73 мешканці у 7 будинках фільварків Вишатичі й Геліха (828 греко-католиків, 862 римо-католики і 54 юдеї).
Після окупації ЗУНР поляками шляхом кривавої війни у 1919—1939 рр. село належало до Перемишльського повіту Львівського воєводства, гміна Журавиця. У 1939 році в селі проживало 1810 мешканців, з них 880 українців, 915 поляків і 15 євреїв. Місцева греко-католицька парафія належала до Радимнянського деканату Перемишльської єпархії.
В липні 1944 року радянські війська заволоділи селом, а в внаслідок Люблінської угоди село відійшло до Польщі. Українців добровільно-примусово виселяли в СРСР і на понімецькі землі у західній та північній частині польської держави.
У 1975-1998 роках село належало до Перемишльського воєводства.

## Церква

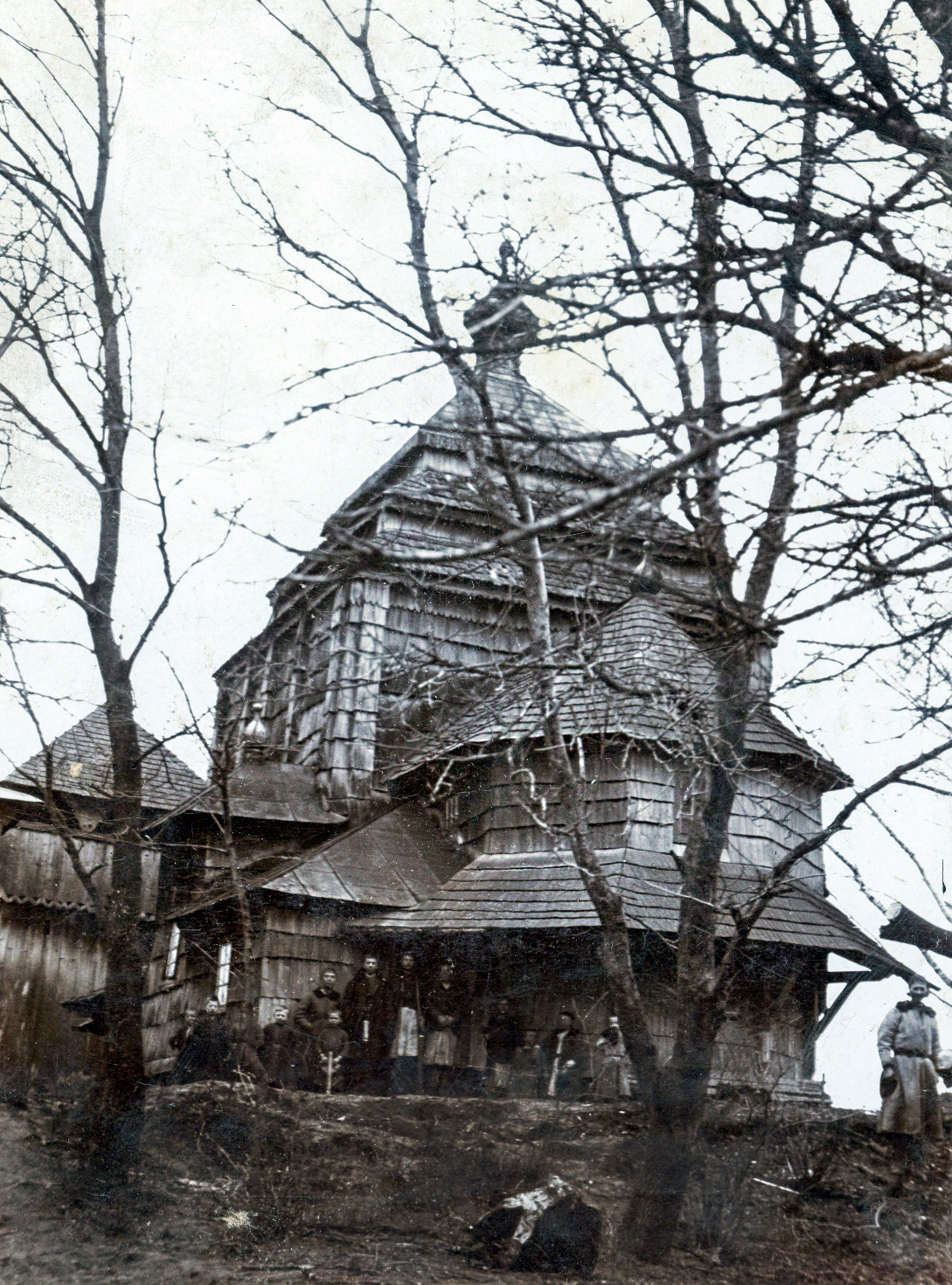
The old Orthodox church in the village of Wyszatyce (Vyshatychy) near Przemyśl (Peremyshl), built in 1600, photo 1907

Перша звістка про наявність церкви у селі походить від 1390 р. Дубова церква побудована в 1600 році (існувала до 1908 року), у 1692 р. перейшла до греко-католицької структури. На її місці 1936 змуровано нову церкву Преображення Господнього, яка почала діяти 1946. У результаті акції «Вісла» греко-католицьку спільноту депортували на західні землі, церква сплюндрована і перетворена на склад добрив. Нині стоїть пусткою.

## Відомі люди

### Народилися
- Левко Марко (1903—1976) — український актор.

## Демографія
Демографічна структура станом на 31 березня 2011 року:
|          | Загалом | Допрацездатний вік | Працездатний вік | Постпрацездатний вік |
| -------- | ------- | ------------------ | ---------------- | -------------------- |
| Чоловіки | 702     | 159                | 465              | 78                   |
| Жінки    | 708     | 153                | 406              | 149                  |
| Разом    | 1410    | 312                | 871              | 227                  |